# はやぶさ (コーラスグループ)
はやぶさは日本の歌謡グループ。2012年2月22日に「ヨコハマ横恋慕」でデビュー。長良プロダクション所属。レコード会社は日本クラウン。

## 経緯
3人組の新世代歌謡グループとして、2011年9月に結成。横浜の風景が歌詞の随所に登場するムード歌謡の楽曲を中心に、独創的な振り付けをつけて歌唱する。ユニット名のはやぶさは「未来に向かって羽ばたいていく」をイメージして命名。白いスーツにネクタイ（色は、ヒカル＝青、ヤマト＝赤、ショウヤ＝緑）がトレードマーク。
2018年3月23日、ショウヤが体調不良のため引退。以後、2人組での活動となる。
近年では、梅沢富美男や五木ひろしの公演に参加するなど、舞台でも活躍している。

## メンバー
ヒカル
メインボーカル、1987年4月10日生、身長154cm、神奈川県横浜市出身、別名義：大滝ひかる
3歳の頃から演歌が好きになり歌手を目指し始めた。小学校に入ってからは、日本カラオケスダジオ大賞2010やコンテストに出場するようになり（本名『小林輝、こばやし ひかる』で使用）、数々の上位入賞を果たす。介護福祉士の国家資格を持っている。
好きな音楽：演歌、民謡、浪曲
特技：新舞踊、三味線
2015年11月16日、カーネギーホールで行われたイベント「第6回 Kajiki's Artist Show」に出演し、初の海外歌唱を行う。
2022年9月7日「あの日の花吹雪/守られし里～縄文さむかわ～」でソロデビュー（大滝ひかる名義）
ヤマト
コーラス、1993年7月19日生、身長172cm、静岡県御殿場市出身、別名義：駿河ヤマト
小学校低学年の時に祖父の影響で石原裕次郎に憧れる。フランク永井、鶴田浩二、ディック・ミネといった低音ボイスのムード歌謡を好む。2007年、長良グループ主催のティーンズカラオケ大会に出場した。
2023年8月23日「ズルい男に乾杯!!」でソロデビュー（駿河ヤマト名義）
好きな音楽：ムード歌謡
特技：ギター、ベース

## 元メンバー
ショウヤ
コーラス、1993年4月26日生、身長166cm、大阪府大阪市出身
小学校高学年の時にテレビの音楽番組に感動し、歌手を目指すようになる。日本の芸能を学べる高校に在籍していた。オーディションに応募したことがきっかけで事務所に入る。
好きな音楽：J-POP、ニューミュージック
特技：イラスト、短距離走
2018年3月23日、体調不良のため引退を表明。

## ディスコグラフィ

### シングル曲
- ヨコハマ横恋慕（2012年2月22日）
- ちょっと待ってよヨコハマ（2013年1月23日）
- なんで 横浜…（2014年2月26日）
- ロマンティック東京（2014年10月29日）
- 月あかりのタンゴ（2015年8月26日）
- エボレボ!（2016年3月2日）
  - エボレボ!（新装盤）／りふじんじん（2016年5月25日）
- 流星のロマンス（2016年11月2日）
- 未来はジョー! ジョー!（2017年7月12日）
- 蜘蛛男のダンス (シングルバージョン)（2018年3月7日）
- ジョー☆デッキー!!!（2018年8月29日）
- 超天フィーバー!（2019年9月4日）
- 酔わせて朝まで（2019年12月18日）
- キンキラKING!（2020年8月5日）
- サンキュ!ピース feat.辰巳ゆうと（2021年7月14日）
- 外苑西通り（2023年2月23日）
- 赤坂レイニー・ナイト(2024年5月28日)
- 夜霧のセレナーデ(2024年12月4日)

### アルバム
- はやぶさファースト（2017年3月15日）
- 三つ巴(2024年7月31日)

### ミニアルバム
- 歌謡カヴァーソングス（2013年11月27日）
- 歌謡カヴァーソングス2（2019年2月27日）

### オムニバス盤
- 阿久悠メモリアル・ソングス~青春はこわれもの（2017年11月15日）VICL-64861（収録曲「蜘蛛男のダンス」歌唱担当、作詞：阿久悠／作曲・編曲：前山田健一）

### タイアップ
| 曲名                  | タイアップ |
| --------------------- | --- |
| エボレボ!             | テレビ東京系アニメ『デュエル・マスターズ VSR』オープニングテーマ（2016年1月10日 - 3月27日） テレビ東京系アニメ『デュエル・マスターズ VSRF』オープニングテーマ（2016年4月3日 - 9月25日） |
| りふじんじん          | NHK『みんなのうた』2016年4月・5月放送曲 |
| ゴーゴー!YOKOHAMA     | tvk『横浜見聞伝スター☆ジャン Episode：2』エンディングテーマ（2016年4月24日 - 6月26日）                                                                                                  |
| 未来はジョー! ジョー! | テレビ東京系アニメ『デュエル・マスターズ 2017年版』オープニングテーマ（2017年4月2日 - 2018年3月25日）                                                                                   |
| ジョー☆デッキー!!!    | テレビ東京系アニメ『デュエル・マスターズ!』オープニングテーマ（2018年4月1日 - 2018年9月30日）                                                                                           |
| 超天フィーバー!       | テレビ東京系アニメ『デュエル・マスターズ!!』オープニングテーマ（2019年4月7日 - 2019年9月29日）                                                                                          |
| キンキラKING!         | テレビ東京系アニメ『デュエル・マスターズ キング』オープニングテーマ（2020年4月5日 - 2020年9月27日）                                                                                     |

## プロモーションビデオ
- ヨコハマ横恋慕（銭湯編・プロレス編・公園編）
- ちょっと待ってよヨコハマ（バス編・遊園地編・横浜編・ストリートライブ編）
- なんで 横浜･･･（ボーリング編・犬の散歩編・釣り編）
- ジョー☆デッキー!!! ※芋洗坂係長と共演[6]

## ストリートライブ
デビュー当時から不定期にストリートライブを行っている。白いスーツの他、サンタクロースやサッカー日本代表、WBC日本代表のユニフォームなどを着てストリートライブを行うこともある。主に横浜や桜木町、川崎を拠点としている。早朝から町田や石川町、名古屋で行う事もある。

## 振り付け
「マル・マル・モリ・モリ!」や「崖の上のポニョ」などの振付師、濱田“Peco”美和子が手掛けている。曲の最後に出てくるポーズを「はやぶさポーズ」という。

## 公式ファンクラブ
2012年8月23日に「はやぶさの会」が結成された。定期的にファンクラブイベントを開催している。

## 主な出演

### テレビ番組
- うたなび!（2012年3月 - 、TOKYO MX・BS12 トゥエルビ ほか）
- 横浜見聞伝スター☆ジャン（2013年10月12日 - 12月28日、tvk） - Pulauの常連客 役
  - 横浜見聞伝スター☆ジャン Episode：2（2016年4月24日 - 6月26日、テレビ神奈川）- Pulauの常連客 役

### 映画
- 劇場版 横浜見聞伝スター☆ジャン Episode：Final - Pulauの常連客 役（2018年7月21日 - 8月3日、横浜シネマリン）

### ラジオ番組
- おはようございます！はやぶさです!!（毎週金曜日朝5時よりレギュラー放送、2016年 - 2020年、CBCラジオ）
- Fine!!アーティスト・木曜『はやぶさの探査機radio！』 （毎週水曜日深夜「Fine!!」内のコーナーにて。2019年4月4日 - 2020年9月26日、TBSラジオ）

### コンサート
- はやぶさファーストコンサート〜はやぶさ祭りだよ!!〜（2016年1月31日、浅草公会堂）[2]
- はやぶさコンサート2019〜新春！はやぶさランドへようこそ〜（2019年1月26日、東京キネマ倶楽部）
- はやぶさSHOWCASE Vol.01～Summer Party Special～(2024年8月4日、赤羽ReNY alpha)

## 書籍

### 写真集
- はやぶさ1st写真集「IらぶHAYABUSA」 HAYABUSA 5th Anniversary（2017年2月18日、三才ブックス）